# .bw
.bw là tên miền Internet quốc gia (ccTLD) dành cho Botswana. Nó được quản lý bởi Đại học Botswana. Có lẽ không có sở đăng ký chính thức hoặc thông tin trên Internet về cách đăng ký tên miền dưới TLD này, nhưng một số ISP ở Botswana cung cấp dịch vụ này, và có thể đăng ký bằng cách điền đơn và gửi nó bằng bưu điện. Phần nhiều tên miền hiện ở cấp ba, dưới tên miền cấp hai như là .co.bw và .org.bw, nhưng một số tên miền cũng nằm ở cấp hai.